# Chris Morris (giocatore di football americano)
Chris Morris (Lambertville, 22 febbraio 1983) è un giocatore di football americano statunitense che è attualmente free agent.

## Nella NFL
Stagione 2006
Preso come 214a scelta dagli Oakland Raiders, è sceso in campo per la prima volta in una partita ufficiale di NFL il 3 dicembre contro gli Houston Texans. Ha giocato 5 partite come centro di cui nessuna da titolare.
Stagione 2007
Ha giocato 10 partite sempre da centro di cui nessuna da titolare.
Stagione 2008
Ha fatto il suo debutto da titolare il 28 settembre contro i San Diego Chargers. Ha giocato 13 partite di cui 1 da titolare.
Stagione 2009
Ha giocato 16 partite di cui 10 da titolare.
Stagione 2010
Dopo esser diventato restricted free agent il 16 marzo ha rifirmato con i Raiders un contratto di un anno. Il 4 settembre è stato tagliato.

## Vittorie e premi
Nessuno